# Gordon (hrabstwo Douglas)
Gordon – jednostka osadnicza w Stanach Zjednoczonych, w stanie Wisconsin, w hrabstwie Douglas.